# Radzisława
Radzisława – żeńska forma imienia Radzisław. Imię nienotowane w słownikach staropolskich. Człon Radzi- jest niespotykany w staropolskich imionach dwuczłonowych.
Radzisława imieniny obchodzi 10 grudnia.